# رونالد اوكيدن الكسندر
اللواد رونالد اوكيدن الكسندر (بالإنجليزية: Ronald Okeden Alexander)‏ (ولد 7 أغسطس 1888 - توفي 28 يوليو 1949) كان ضابطًا عسكريًّا في الجيش الكندي.